# Arthur Peters
Arthur Peters (né le 29 août 1854 à Charlottetown, décédé le 29 janvier 1908) était un homme politique canadien sous la bannière du Parti libéral de l'Île-du-Prince-Édouard. Peters fut premier ministre de la province de l'Île-du-Prince-Édouard du 29 décembre 1901 au 29 janvier 1908, date à laquelle il est décédé dans l'exercice de ses fonctions, Il est le seul premier ministre de l'histoire de l'Île-du-Prince-Édouard à mourir en fonctions, il était âge de 53 ans. Il était le frère du premier ministre Frederick Peters.